# Anastrepha alveata
Anastrepha alveata
 es una especie de insecto díptero que Stone describió científicamente por primera vez en 1942. Esta especie pertenece al género Anastrepha de la familia Tephritidae. 